# Ozon банк
Ozon Банк — крупный российский банк, занимает 1 место по объёму онлайн-платежей в России, включен Центральным Банком России в список 18 значимых банков на рынке платежных услуг. Имеет широкую клиентскую базу (больше 35 миллионов физических лиц). Входит в топ-20 банков России по объёму вкладов (а также в топ-10 российских банков по темпам прироста вкладов) и в топ-30 банков по объёмам кредитования. Банк функционирует преимущественно как дистанционный онлайн-банк, хотя имеет один московский офис. Пункты выдачи Ozon используются как дополнительные места обслуживания (места выдачи банковских карт, которые можно заказать на Ozon за 1 рубль). С мая 2021 года находится под контролем холдинга Ozon. Ранее банк был совместным проектом Oney Group (французский холдинг Auchan) и голландского банка Credit Europe Group N. V. (турецкий конгломерат ФИБА Холдинг), впоследствии принадлежал Совкомбанку. В настоящее время основа пассивов банка — собственный капитал.

## История банка
Банк зарегистрирован в Москве в феврале 2013 года. Его учредителями выступили французская Oney Group (Oney Banque Accord), входившая в состав группы Auchan, и голландская компания Credit Europe Group N. V., конечным бенефициаром которой являлся бизнесмен Хюсню Мустафа Озйегин — основатель одного из крупнейших финансовых конгломератов Турции ФИБА Холдинг. Российский банк был создан для обслуживания корпоративных клиентов, связанных с торговыми сетями Auchan, Leroy Merlin, Decathlon, а также для увеличения покупательской способности клиентов в торговых точках партнеров.

## Рейтинговые оценки
Рейтинговое агентство «Эксперт РА» присвоило в 2024 году банку рейтинговую оценку ruBBB с развивающимся прогнозом, в 2025 году рейтинг был повышен до ruBBB+.

## Санкции
18 июля 2025 года, из-за российского вторжения в Украину, Ozon банк включён в список санкций Евросоюза, которые запрещают европейским финансовым организациям любые транзакции с банком.